# Xiuqi
Xiuqi (kinesiska: 修齐, 修齐镇) är en köping i sydvästra Kina. Den ligger i Chengkou härad i storstadsområdet Chongqing, omkring 330 kilometer nordost om det centrala stadsdistriktet Yuzhong. Antalet invånare är 13 874. Befolkningen består av 6 933 kvinnor och 6 941 män. Barn under 15 år utgör 25,0 %, vuxna 15-64 år 64 %, och äldre över 65 år 9,0 %.